# Gregor Hatala
Gregor Hatala (* 22. August 1974 in Wien) ist ein österreichischer Balletttänzer und der Sohn des ursprünglich slowakischen Tänzers Milan Hatala.

## Leben
Hatala stammt aus einer Künstlerfamilie und erhielt seine Ausbildung an der Ballettschule der Österreichischen Bundestheater. Seit 1990 ist er Mitglied des Wiener Staatsopernballetts. 1996 wurde er zum Solotänzer und 2000 zum ersten Solotänzer ernannt. 1994/95 tanzte er als Solist beim Boston Ballet, wo er intensiv mit Tatjana Legat zusammenarbeitete. Von 1999 bis 2006 war er Gastsolist des Ungarischen Nationalballetts und von 2004 bis 2006 Gastsolist des Slowakischen Nationaltheaters. Von 2003 bis 2008 war er Konsulent und Organisator der Gala di Danza von Francis Menottis Festival dei Due Mondi in Spoleto. Seit 2009 ist er außerdem der Obmann der „Vereinigung Wiener Staatsopernballett“.